# Michel Debats
Michel Debats est un réalisateur français principalement connu pour Le Peuple migrateur qu'il a coréalisé.

## Filmographie partielle

### Réalisateur
- 2001 : Le Peuple migrateur coréalisé avec Jacques Perrin et Jacques Cluzaud
- 2008 : L'École nomade

### Conseiller technique et costumier
- 1999 : Himalaya : L'Enfance d'un chef d'Éric Valli

### Assistant-réalisateur
- 1987 : On se calme et on boit frais à Saint-Tropez de Max Pécas
- 1995 : Madame Butterfly de Frédéric Mitterrand

### Acteur
- 1969 : Les Racines du mal de Maurice Cam